# Ida Gomes
Ida Gomes, nome artístico de Ita Szafran (Kraśnik, 25 de setembro de 1923 — Rio de Janeiro, 22 de fevereiro de 2009), foi uma atriz e dubladora polonesa naturalizada brasileira.

## Biografia
Nascida na Polônia, passou seus primeiros 13 anos na França, para onde sua família se transferiu em 1924. Em Paris aprendeu o francês e teve contato com a dramaturgia clássica francesa do século XVII - Racine, Corneille e Molière.
De família judaica, transferiu-se para o Brasil no fim dos anos 1930. Em 1938, incentivada pela mãe, participou e venceu um concurso de talentos lendo uma poesia no programa de Celso Guimarães na Rádio Tupi, onde assinou contrato para trabalhar em radionovelas, adotando o nome Ida Gomes. Durante 20 anos, trabalhou como radioatriz, passando pela Rádio Tupi; pela Rádio Globo, onde integrou ao elenco de Amaral Gurgel; e pela Rádio Nacional, que vivia no auge da sua programação. Em 1948, com uma bolsa de estudos, foi para os Estados Unidos e, em 1951, seguiu para um estágio como locutora na Rádio BBC em Londres.
De volta ao Brasil, em 1953, iniciou sua carreira na televisão, entrando para a TV Tupi, onde atuou no Grande Teatro Tupi, teleteatro dirigido por Sérgio Britto, e no Câmera Um, seriado dirigido por Jacy Campos que encenava contos de terror. Atuou também nas novelas Coração Delator (1954) e A Canção de Bernadete (1957). Estreou nos palcos em 1957 no Teatro do Estudante, de Paschoal Carlos Magno com as peças O Primo da Califórnia, de Joaquim Manuel de Macedo e Catarina da Rússia, ao lado do galã Herval Rossano. Em 1986, trabalhou na peça Lily, Lily, que lhe rendeu alguns prêmios e, em 1989, fundou o Teatro Israelita de Comédia, para difundir a obra e a dramaturgia de autores judeus. Em 2003, atuou no espetáculo Tio Vânia, de Tchecov, com direção de Aderbal Freire Filho. Em 2006, fez parte do elenco de Rainha Esther, com direção de Leon Góes. Entre 2007 e 2009, participou de 7, o Musical, seu último trabalho no teatro, da dupla Charles Möeller e Cláudio Botelho.

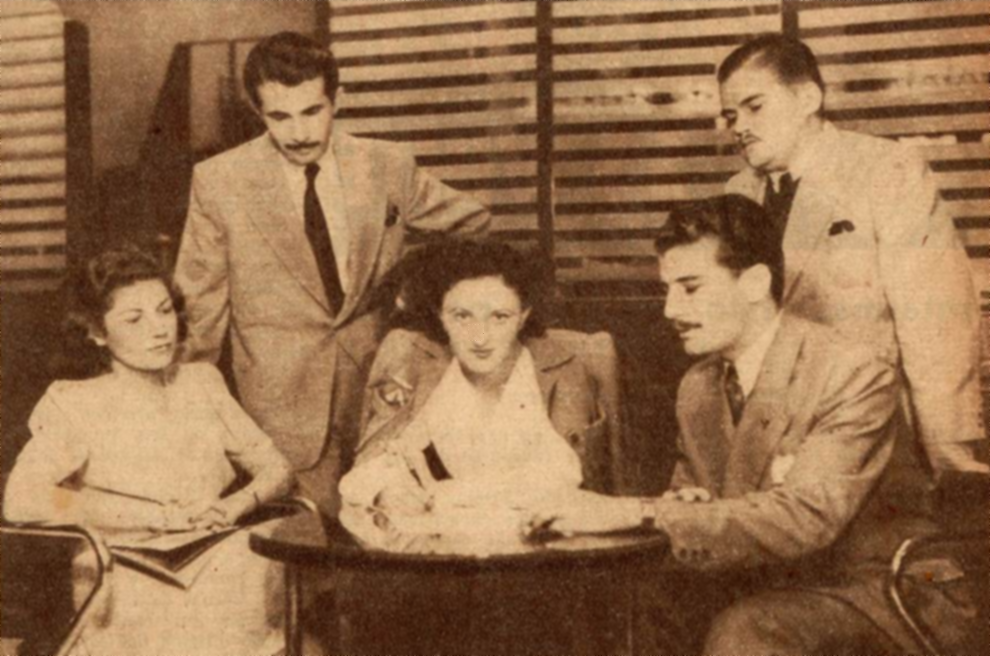
Ida Gomes (ao centro) assina contrato de exclusividade de patrocínio, em 1943, junto ao ator Leandro Montenegro, com quem fazia par romântico no rádio.

No cinema, estreou em 1963 no filme Bonitinha, mas Ordinária. Atuou em outros grandes sucessos como O Mundo Alegre de Helô (1967), A Penúltima Donzela (1969), O Casal (1975), Copacabana (2001), dentre outros.
Estreou em 1967 na TV Globo em A Rainha Louca. Atuou em várias telenovelas e minisséries da emissora carioca, interpretando personagens inesquecíveis como a anciã rainha Sílvia Candiano em A Ponte dos Suspiros (1968), a inescrupulosa Jandira Serrano em Verão Vermelho (1969), a divertida Madre Encarnación em Estúpido Cupido (1976), a solteirona Tia Magda em O Astro (1977), a grã-fina Zizi de La Rocha em Memórias de um Gigolô (1986), dentre outros. Em 1973, interpretou o seu maior sucesso na televisão: a impagável Dorotéia Cajazeira,uma das três irmãs Cajazeiras – as outras eram vividas pelas atrizes Dirce Migliaccio e Dorinha Duval –, solteironas reprimidas, amigas do prefeito de Sucupira, e que defendiam a moral e os bons costumes, com certa hipocrisia – de O Bem-Amado, primeira novela em cores, escrita por Dias Gomes e dirigida por Régis Cardoso. O sucesso da novela foi tão grande que ganhou formato de seriado sete anos depois, com Ida e os mesmos protagonistas: Paulo Gracindo, Lima Duarte, Emiliano Queiroz e Dirce Migliaccio.
Apesar de judia, Ida foi uma das atrizes mais escaladas para viver freiras na TV. Em entrevista a Jô Soares em seu Programa do Jô, em 2001, Ida declarou, brincando, quando o apresentador lhe fez uma pergunta sobre as suas freiras na televisão: "Eu sou judia, mas sempre me chamam para fazer a irmã de caridade, a madre superiora. A Globo tentou me converter mas não conseguiu". Seu trabalho mais recente na TV foi na primeira fase da minissérie JK, na qual era a Irmã Maria - uma freira francesa radicada em Minas Gerais que ajudava o médico Juscelino Kubitschek (vivido por Wagner Moura) a cuidar dos feridos na batalha militar entre os Estados de Minas e São Paulo.
Paralelo à televisão, fez dublagens e integrou o elenco estelar da Cine Castro, dirigida por Carla Civelli, onde dubla ao lado de Nathalia Timberg, Alberto Pérez, Cláudio Corrêa e Castro, Ângela Bonatti, José Miziara, Daniel Filho e Cláudio Cavalcanti. Tornou-se a voz oficial de Bette Davis e Joan Crawford em seus principais desempenhos no cinema para as versões na televisão.
Criadora de personagens marcantes na televisão e no teatro, dedicou-se integralmente à carreira e ao convívio com os amigos, sendo considerada por todos uma mulher de forte personalidade e de talento comprovado. Era irmã do ator Felipe Wagner e tia da atriz Débora Olivieri e do músico Daniel Szafran.
Faleceu em 22 de fevereiro de 2009, vítima de uma parada cardíaca, consequência de uma pneumonia, aos 85 anos de idade e 65 de carreira, no Hospital Samaritano, no Rio de Janeiro. Foi enterrada em São João de Meriti. Ida Gomes já tinha sido escolhida como a grande homenageada da 21ª edição do Prêmio Shell de Teatro do Rio, pela contribuição ao teatro brasileiro. De acordo com parentes, ela estava preparando o discurso de agradecimento com muita alegria.

## Carreira

### Na Televisão[3][5]
| Ano     | Título                    | Papel                               | Notas                                    |
| ------- | ------------------------- | ----------------------------------- | ---------------------------------------- |
| 1951    | Grande Teatro Tupi        | Vários Personagens                  |                                          |
| 1953    | Coração Delator           | Noca                                |                                          |
| 1957    | A Canção de Bernadete     | Irmã Má                             |                                          |
| 1958    | Teatro Câmera Um          | —                                   | Episódio: "Solar das Almas"              |
| 1961    | Adeus às Armas            | —                                   | [ 6 ]                                    |
| 1967    | A Rainha Louca            | Astrid                              |                                          |
| 1968    | A Gata de Vison           | Rose Parker                         |                                          |
| 1968    | A Ponte dos Suspiros      | Rainha Sílvia Candiano              |                                          |
| 1969    | A Última Valsa            | Condessa Matilde                    |                                          |
| 1969    | Verão Vermelho            | Jandira Serrano                     |                                          |
| 1970    | Pigmalião 70              | Júlia                               |                                          |
| 1970    | A Próxima Atração         | Zilda                               |                                          |
| 1971    | O Homem que Deve Morrer   | Júlia                               |                                          |
| 1972    | Selva de Pedra            | Mme. Heloise Katzuki                |                                          |
| 1972    | Caso Especial             | Matilde                             | Episódio: "A Dama das Camélias"          |
| 1973    | O Bem-Amado               | Dorotéia Cajazeira                  |                                          |
| 1973    | Caso Especial             | Elisabeth, a governanta             | Episódio: "A Herdeira"                   |
| 1974    | Fogo Sobre Terra          | Frida                               |                                          |
| 1974    | Caso Especial             | Terezinha                           | Episódio: "Feliz Na Ilusão"              |
| 1974    | Caso Especial             | Mãe de Lúcia                        | Episódio: "Enquanto a Cegonha não Vem"   |
| 1975    | Helena                    | Úrsula                              |                                          |
| 1975    | Senhora                   | Emília Camargo                      |                                          |
| 1975    | O Grito                   | Branca                              |                                          |
| 1976    | Estúpido Cupido           | Madre Encarnación                   |                                          |
| 1976    | Caso Especial             | Mãe de Selma                        | Episódio: "Um Perdido na Vida"           |
| 1977    | Dona Xepa                 | Isabel Becker                       |                                          |
| 1977    | O Astro                   | Tia Magda                           |                                          |
| 1978    | Pecado Rasgado            | Aída                                |                                          |
| 1979    | Sítio do Pica-Pau Amarelo | Severina                            | Episódio: "Emília, Romeu e Julieta"      |
| 1980–84 | O Bem-Amado               | Dorotéia Cajazeira                  |                                          |
| 1984    | Corpo a Corpo             | Hemengharda                         | [ 10 ]                                   |
| 1985    | De Quina pra Lua          | Urânia                              |                                          |
| 1986    | Memórias de um Gigolô     | Zizi de La Rocha                    |                                          |
| 1986    | Hipertensão               | Ma Mére                             |                                          |
| 1987    | Expresso Brasil           | Doroteia Cajazeira                  |                                          |
| 1987    | O Outro                   | Juíza                               | [ 11 ]                                   |
| 1988    | Bambolê                   | Dona do Hotel                       | Participação Especial                    |
| 1988    | Caso Especial             | Senhora                             | Episódio: "Mocinha e Bandido"            |
| 1988    | Vida Nova                 | Madre Superiora                     |                                          |
| 1989    | República                 | Dona Marianinha da Fonseca          |                                          |
| 1989    | Top Model                 | Dona Melissa                        |                                          |
| 1990    | Delegacia de Mulheres     | Eva Braun                           | Episódio: "Formicida e Guaraná"          |
| 1990    | Gente Fina                | Eudóxia Paranhos Bragança do Amaral |                                          |
| 1992    | Você Decide               | —                                   | Episódio: "Achados e Perdidos"           |
| 1992    | De Corpo e Alma           | Bela Lopes Jordão                   |                                          |
| 1994    | Memorial de Maria Moura   | Dona Mocinha                        |                                          |
| 1994    | Você Decide               | —                                   | Episódio: "Anjos sem Asas"               |
| 1995    | Você Decide               | —                                   | Episódio: "O Gosto da Vingança"          |
| 1995    | Cara e Coroa              | Irmã Domitila                       |                                          |
| 1998    | Você Decide               | —                                   | Episódio: "Dupla Traição"                |
| 1998    | Você Decide               | —                                   | Episódio: "O Rapto da Sogra"             |
| 1998    | Era uma Vez...            | Madre Superiora                     |                                          |
| 1999    | Chiquinha Gonzaga         | Madre Superiora                     |                                          |
| 1999    | Força de um Desejo        | Dona da Livraria                    | Participação Especial                    |
| 2001    | A Padroeira               | Zuleika                             | Episódios: "18 de junho–28 de julho"     |
| 2003    | Os Normais                | Dona Mimi                           | Episódio: "O Magnífico Antepenúltimo"    |
| 2004    | Linha Direta Justiça      | Elisa Amaral                        | Episódio: "O Naufrágio do Bateau Mouche" |
| 2005    | A Diarista                | Dona Amélia                         | Episódio: "Asilo é se Lhe Parece"        |
| 2005    | Bang Bang                 | Irmã Encarnación                    | Episódios: "1–2 de novembro"             |
| 2005    | Malhação                  | Helga                               |                                          |
| 2006    | JK                        | Irmã Maria                          |                                          |
| 2006    | Sob Nova Direção          | Tia Esmeralda                       | Episódio: "Fiança Esperança"             |
| 2006    | Pé na Jaca                | Madre Superiora                     |                                          |
| 2006    | A Diarista                | Dona Eli                            | Episódio: Garoto de Ipanema"             |
| 2007    | Duas Caras                | Dona Frida                          | Participação Especial                    |

### No Cinema[15]
| Ano  | Título                     | Papel                      |
| ---- | -------------------------- | -------------------------- |
| 1963 | Bonitinha Mas Ordinária    | Esposa de Heitor           |
| 1967 | O Mundo Alegre de Helô     | Enfermeira                 |
| 1969 | A Penúltima Donzela        | Mãe de Wanda               |
| 1975 | O Casal                    | Mãe de Maria Lúcia         |
| 1977 | O Seminarista              | —                          |
| 1979 | Amante Latino              | Professora                 |
| 1989 | Primeiro de Abril, Brasil  | —                          |
| 2001 | Copacabana                 | Fanny                      |
| 2003 | My Father, Rua Alguém 5555 | Senhora judia no cemitério |
| 2006 | O Amigo Invisível          | Sra. Werner                |
| 2009 | Destino                    | Joana                      |

### No Teatro
| Ano       | Título                          |
| --------- | ------------------------------- |
| 1945      | As Rosas do Verão               |
| 1946      | Aquela Ocasião                  |
| 1947      | Maria,Maria                     |
| 1947      | Rosário                         |
| 1949      | Paraíso Original                |
| 1950      | Os Mendigos de Copacabana       |
| 1950      | Violetta e Viriatto             |
| 1952      | Viagens do Céu                  |
| 1953      | Eu Acredito no Amor             |
| 1953      | Além de Nós                     |
| 1956      | Colombo                         |
| 1957      | O Primo da Califórnia           |
| 1957      | Assim Falou Juca Pato           |
| 1958      | Catarina da Rússia              |
| 1961      | O Parceiro Esquecido            |
| 1963      | A Rua                           |
| 1965      | As Feiticeiras de Salém         |
| 1966      | O Teatro Através dos Tempos     |
| 1966      | Um Crime contra Amélia          |
| 1969      | O Juíz                          |
| 1971      | Um Violinista no Telhado        |
| 1978      | A Pequena Loja de Horrores      |
| 1982      | A Guerra das Rosas              |
| 1983      | O Senhor do Sol'                |
| 1986      | Lily, Lily                      |
| 1990      | No Natal a Gente Vem te Buscar! |
| 1991      | A Fada Mofada                   |
| 2002      | Bodas de Ouro                   |
| 2003      | O Avarento                      |
| 2003-2004 | Tio Vânia                       |
| 2006      | Rainha Esther                   |
| 2007-2009 | Sete, O Musical                 |

## Dublagens
- Todos os trabalhos de Joan Crawford
- Todos os trabalhos de  Bette Davis
- Irmã Maria Teresa Vauzous (Gladys Cooper) em A Canção de Bernadette
- Madame Medusa (Geraldine Page) em Bernardo e Bianca
- Madame Min (Martha Wentworth) em A Espada Era a Lei
- Tia Esponja (Miriam Margolyes)  em James e o Pêssego Gigante